# Aleksandr Joroshílov

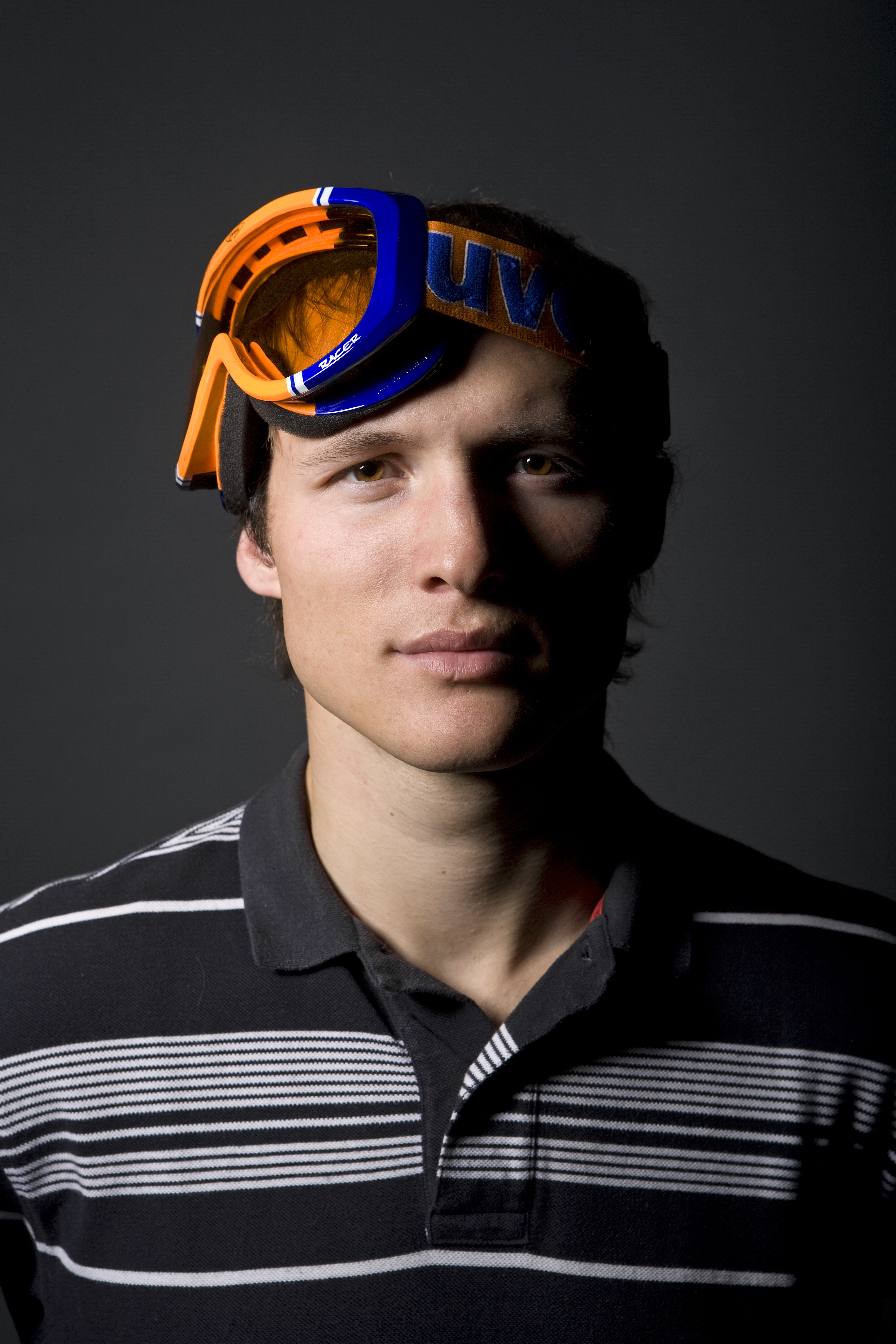
Retrato de Aleksandr Joroshilov

Aleksandr Víktorovich Joroshílov, en ruso: Александр Викторович Хорошилов, (Yelizovo, Kamchatka, Rusia, 16 de febrero de 1984) es un esquiador que tiene 1 victoria en la Copa del Mundo de Esquí Alpino (con un total de 9 podios).

## Resultados

### Juegos Olímpicos de Invierno
- 2006 en Turín, Italia
  - Combinada: 22.º
  - Descenso: 38.º
  - Super Gigante: 41.º
- 2010 en Vancouver, Canadá
  - Combinada: 21.º
  - Eslalon: 23.º
  - Super Gigante: 28.º
  - Eslalon Gigante: 38.º
  - Descenso: 45.º
- 2014 en Sochi, Rusia
  - Eslalon: 14.º
  - Combinada: 30.º

### Campeonatos Mundiales
- 2007 en Åre, Suecia
  - Eslalon Gigante: 31.º
  - Descenso: 43.º
  - Super Gigante: 43.º
- 2009 en Val d'Isère, Francia
  - Combinada: 10.º
  - Eslalon: 12.º
  - Super Gigante: 30.º
- 2011 en Garmisch-Partenkirchen, Alemania
  - Eslalon Gigante: 53.º
- 2013 en Schladming, Austria
  - Combinada: 23.º
- 2015 en Vail/Beaver Creek, Estados Unidos
  - Eslalon: 8.º

### Copa del Mundo

#### Clasificación en Copa del Mundo
| Temporada | Edad | Pos. General | Eslalon | Esl. Gigante | Super Gig. | Descenso | Combinada |
| --------- | ---- | ------------ | ------- | ------------ | ---------- | -------- | --------- |
| 2006      | 22   | 101          | —       | —            | —          | —        | 24        |
| 2008      | 24   | 102          | —       | —            | —          | —        | 31        |
| 2009      | 25   | 89           | 63      | —            | —          | —        | 17        |
| 2010      | 26   | 107          | 60      | —            | 58         | —        | 38        |
| 2011      | 27   | 132          | 54      | —            | —          | —        | 47        |
| 2012      | 28   | 100          | 38      | —            | —          | —        | —         |
| 2013      | 29   | 73           | 26      | —            | —          | —        | 28        |
| 2014      | 30   | 57           | 19      | —            | —          | —        | 22        |
| 2015      | 31   | 13           | 3       | —            | —          | —        | —         |
| 2016      | 32   | 27           | 5       | —            | —          | —        | —         |

#### Victorias en la Copa del Mundo (1)

##### Eslalon (1)
| Fecha               | Lugar      |
| ------------------- | ---------- |
| 27 de enero de 2015 | Schladming |